# Krasnooktjabr'skij rajon
Il Krasnooktjabr'skij rajon (in russo Краснооктябрьский район?) è un rajon dell'Oblast' di Nižnij Novgorod, nella Russia europea; il capoluogo è Urazovka.